# Microsoft Visual SourceSafe
Microsoft Visual SourceSafe (Visual SourceSafe, VSS) — программный продукт компании Майкрософт, файл-серверная система управления версиями, предназначенная для небольших команд разработчиков. VSS позволяет хранить в общем хранилище файлы, разделяемые несколькими пользователями, для каждого файла хранится история версий.
VSS входил в состав пакета Microsoft Visual Studio и был интегрирован с продуктами этого пакета. Доступен только для платформы Windows. Версию для Unix поддерживает компания MainSoft.

## История
Первоначально продукт разрабатывался компанией One Tree Software. Было выпущено несколько релизов One Tree SourceSafe, с версиями для DOS, OS/2, Windows, Windows NT, Macintosh и Unix. После того, как Майкрософт купила One Tree Software в 1994 году, была прекращена разработка всех версий продукта, кроме версии под Windows. Microsoft Visual SourceSafe 3.1 для 16-разрядной Windows — это по сути версия 3.0 от One Tree под новым именем. В сентябре 1995 выходит версия 4.0, уже от Майкрософт.
SourceSafe первоначально не был клиент-серверным приложением, вместо этого использовался доступ на уровне файл-сервера. Это было неплохо для небольших команд, работающих в одной локальной сети, но у больших и/или распределённых команд в использовании SourceSafe возникали большие трудности. Файловый доступ был источником критики продукта: полный доступ ко всем файлам данных потенциально опасен, сбой на клиентской системе в момент записи файла мог привести к тому, что данные будут испорчены. Многие пользователи старались снизить риск потери данных, периодически запуская утилиту проверки целостности базы данных, входящую в состав SourceSafe.
В ноябре 2005 года вышла обновлённая версия продукта — Visual SourceSafe 2005, в которой появился клиент-серверный режим работы. Эта версия поставлялась вместе с Visual Studio 2005 Team System, но не была включена в Visual Studio 2008 Team System. На замену SourceSafe предлагается новый продукт Майкрософт — Team Foundation Server.
Microsoft более не распространяет SourceSafe с новыми версиями Visual Studio. Для небольших команд разработчиков предлагается Team Foundation Server Basic.